# Murvica (Poličnik)
Murvica je naselje u sastavu Općine Poličnik, u Zadarskoj županiji, smješteno u neposrednoj blizini grada Zadra na Državnoj cesti D8.
Murvica se rasprostire na površini od 14,21 kvadratnih kilometara i nalazi se na prosječnih 98 metra nadmorske visine. Po popisu iz 2011. godine Murvica ima 230 obiteljska kućanstva i 701 stanovnika.

## Povijest
U srednjem vijeku pripada zadarskim plemićima i građanima. U mletačko-osmanskim ratovima jedno je od graničnih naselja prema turskim posjedima. Neko vrijeme selo je nosilo ime po srednjovjekovnoj župnoj crkvi sv. Sofije. Pod imenom Murvica spominje se u dokumentima iz 1439. i 1440. Među najstarijim stanovnicima spominju se 1375. Dražoka Filipović, 1381. Dragoslav Damjanov i 1432. Dujam. To je mjesto u 18. st. imalo 280 stanovnika i svi su bili katolici.
U desetljećima nakon drugog svjetskog rata selo je zbog iseljavanja u inozemstvo znatno demografski opustjelo. Za vrijeme Domovinskog rata Murvica je bila okupirana, spaljena i razorena, a stanovništvo prognano. Osim obiteljskih objekata uništeni su i svi kulturni, gospodarski, društveni i vjerski objekti. Posljedice rata prisutne su još i danas.
Uskoro poslije oslobođenja počela je obnova kuća, uglavnom po tadašnjem vladinom programu obnove. Poslije su se u obnovu uključile i druge ustanove te međunarodne organizacije, a najviše je obnovljena zahvaljujući vrijednim Murvičanima. U naselju su završeni infrastrukturni radovi i razminiran je veliki dio poljoprivrednih površina, što je znatno poboljšalo mogućnost poljoprivredne proizvodnje i uređivanje industrijske zone. Kako se Murvica nalazi u području posebne državne skrbi, građani, obrtnici i poduzeća mogu se koristiti nizom poreznih olakšica i na taj način privući potencijalne investitore.

### Stanovništvo
| broj stanovnika | 266   | 274   | 306   | 330   | 356   | 414   | 400   | 566   | 714   | 779   | 871   | 909   | 944   | 1096  | 816   | 701   | 855   |
|                 | 1857. | 1869. | 1880. | 1890. | 1900. | 1910. | 1921. | 1931. | 1948. | 1953. | 1961. | 1971. | 1981. | 1991. | 2001. | 2011. | 2021. |

## Poznate osobe
- Anka Birkić, hrvatska pjesnikinja[4]

## Šport
- NK Murvica

Malonogometni turnir 'Murvica'  održava se od 1999.